# ICOFOM
ICOFOM (International Committee for Museology) is het internationale comité voor museologie van de Internationale Raad van Musea (ICOM) en werd opgericht in 1977 op initiatief van Jan Jelínek ter promotie van museaal onderzoek en het theoretisch denken in de museale sector. Het comité heeft enkele honderden leden uit de hele wereld, organiseert jaarlijkse symposia en publiceert diverse monografieën en zijn jaarlijkse journaal getiteld ICOFOM Study Series.